# 宇宙の呼び声
『宇宙の呼び声』（うちゅうのよびごえ 原題：The Rolling Stones）は、アメリカ合衆国のSF作家ロバート・A・ハインラインが書いた長編SF小説である。副題は「Space Family Stone」。

## あらすじ
月面のルナ・シティに住むカスター・ストーン（愛称はカス）と、ポルックス・ストーン（愛称はポル）の2人は、古物商を訪れて中古宇宙船を探していた。2人は15歳の双生児で、カスのほうが20分だけ早く生まれていた。彼らは、ここルナ・シティでは札付きの悪ガキだったが、発明の才能があっていくつかの特許を持ち、また商魂もたくましかった。宇宙船を探す目的は、2人で惑星間貿易を行い一財産を築くためだ。だが、その計画が父親に知られた。紆余曲折のすえ、ストーン一家7人全員が宇宙船に乗り、火星への漫遊旅行に向かうことになった。
一家が手に入れた中古宇宙船は、「ローリングストーン号」と命名された。この旅行を、貿易を考えている双子が金儲けのために利用しないはずはない。彼らは火星での利用価値があって、軽くて仕入れに大金がかからないものを考えた。それは自転車だ。平坦地が多い火星では、売れるにちがいない。月面でも採鉱者などが、手軽な乗り物としてよく使っているので、中古自転車は市場にあふれている。双子は船倉に入るだけの台数を買った。宇宙船内での役割は、父親ロジャーが船長、カスが航宙士兼パイロット、祖母ヘイゼルが機関長、ポルは機関長補佐兼副パイロット、母親イーディスが船医と決まった。計画どおりローリングストーン号は月面を離れ、速度を増すために地球の方向へ向かう。地球の引力とロケットの位置エネルギーで増速したローリングストーン号は、無事に火星への軌道に乗った。ここ数日のあいだは、地球と火星との位置関係が良くて経済的な航行ができるので、ローリングストーン号の前後にはたくさんの宇宙船が飛んでいた。
それらの中に旅客船「ウォーゴット号」があり、そのヴァンデンバーグ船長はロジャーの知り合いだ。2人は無線で親しげに話をかわしたが、やがて話のネタも尽きてしまった。3週間もたったころ、ウォーゴット号から緊急の通信があった。それは「船内で病気が発生。感染者37名、うち4名死亡、船医は死亡。ヴァンデンバーグ船長は重症」という。そして医師であるイーディスの乗船を求めてきた。行かせたくないロジャーだが、イーディスは医師の使命だと言って説得した。旅客船にランデブーするための燃料を節約するため、ローリングストーン号は余分な荷物を捨てなければならない。もちろん双子が買い集めた自転車も。しかし、ほんの少しの運動ベクトルをかけて投げ出せば、今までの軌道をたどり火星に到着するはずだ。レーダー反射材をつけておけば、火星の手前で回収できるかもしれない。自転車はローリングストーン号から放たれた。2隻はランデブーし、イーディスはウォーゴット号に乗り込んだ。イーディスはウォーゴット号を隔離すると宣言し、ローリングストーン号からの訪問者を許さなかった。やがて彼女も病床に臥したが、その前に治療法に目途をつけていた。そしてイーディスやヴァンデンバーグ船長たちは回復した。ただ火星で正式な検疫を受けるまでは、ウォーゴット号は隔離されたままである。ヴァンデンバーグ船長は、ローリングストーン号がランデブーのために使った燃料の補給を申し出た。巨大宇宙船から、腹いっぱいになるまで燃料をもらったローリングストーン号は、元の軌道に戻り自転車を追った。その回収は成功した。
火星を回る衛星フォボスの宇宙港に、ローリングストーン号は到着した。先に停泊していたウォーゴット号へ、自らの意思でロジャーは乗り込み隔離された。残ったストーン家の5人は、火星表面に降り立ち、そこでアパートを借りて住むことにした。火星の物価は想像以上に高かった。双子は、自転車を売るために店の主人と交渉したが、火星では自転車があり余っているという。原因は、ハレルヤ微星群で放射性物質が発見されて、みんなが一山当てようとそこへ行ったためである。また自転車に対する関税も高く、双子の儲けはほとんど無かった。隔離が終わったロジャーとイーディスが帰ってきて、ストーン家は全員がそろった。ローリングストーン号の次の目的地は、ハレルヤ微星群がある小惑星帯に決まった。双子は、小惑星採鉱夫たちに売るための品物を考え、ぜいたくな食糧品、医薬品、娯楽用品などが積み込まれた。好奇心から買った1匹の火星生物フラットキャットともども…。
フラットキャットは、ふさふさした毛に覆われた丸っぽい身体をしている。手のひらに乗るほどの大きさで、平たくなって風に乗ることもできた、そいつに触っていると心が落ち着くので、船内の誰もが可愛がって、ふんだんにエサを与えた。これが誤算だった。フラットキャットは8匹の子供を産んだ。2ケ月後には、子が8匹づつの孫を生んだ。また2ケ月後に、孫からひ孫が生まれて、500匹以上のフラットキャットがローリングストーン号の中を漂った。人の顔にへばりついて、窒息させることもあった。イーディスのアイデアで、船内を低温にしてフラットキャットを冬眠状態にさせ、貨物室に詰め込んだ。だが、エサをふんだんに与えすぎたために人間用の食糧が足りなくなり、双子が販売する予定の食糧品にも手をつけねばならなかった。そのことを除けば平穏な航行ののちに、ローリングストーン号は小惑星帯に到着し、セレスを回る軌道に入った。
この星域には医者がいなかったので、イーディスは治療にひっぱりだこにされた。フラットキャットは、火星からやってきた人々が懐かしんで人気だった。双子は、商品を買ったときの「おまけ」にして、増えすぎたフラットキャットを処分することができた。ヘイゼルが宇宙スクーターで出かけて、進路をあやまって遭難し、死にかけたこともあったけれど、小惑星帯での生活も楽しかった。ここで数か月過ごしたストーン一家は、次の目的地について相談した。ロジャー船長は、故郷のルナ・シティに製錬ずみの金属を積んで戻るつもりだったが、ヘイゼルが、生きているうちに土星の輪を至近距離で見たい、と言い出した。双子はもちろんのこと、いつもはロジャーに従うイーディスさえも賛成だった。ロジャー船長は土星への軌道計算を命じ、ローリングストーン号は発進した。こうして、ストーン一家の冒険は続くのであった。

## 主な登場人物
- カスター・ストーン - 双子のうちの兄。愛称はカス。
- ポルックス・ストーン - 双子のうちの弟。愛称はポル。
- ロジャー - 双子の父親。ドラマの執筆業をしている。
- イーディス - 双子の母親。医師の免許を持っている。
- ミード - 双子の長姉。
- ローウェル - 双子の末弟。
- ヘイゼル - 双子の祖母。以前はエンジニアだった。自称する年齢は95歳。

## 日本語訳書誌情報
- 『宇宙の呼び声』福島正実訳　角川文庫SFジュブナイル 1976年発行
- 『宇宙の呼び声』 森下弓子訳 創元SF文庫 1990年8月17日発行 ISBN 4-488-61810-3